# Nicolas Moncomble
Pour les articles homonymes, voir Moncomble.
Nicolas Moncomble, né le 19 octobre 1982 à Lille, est un coureur cycliste français.

## Biographie
Nicolas Moncomble passe professionnel au sein de la formation Roubaix Métropole européenne de Lille en juin 2016, alors qu'il est âgé de 32 ans. Il vient renforcer l'équipe, alors en sous-effectif à la suite du décès de Daan Myngheer et de la blessure de Louis Verhelst, en attendant l'arrivée des stagiaires au mois d'août. 
Il fait ses débuts chez les professionnels à l'occasion de la Ronde de l'Oise, épreuve qu'il abandonne lors de la 4e étape, après avoir fait partie de l'échappée du jour, en compagnie de Thomas Rostollan, Philip Lindau, Petter Theodorsen et Yannick Mayer. Il prend ensuite part au Tour de Savoie Mont-Blanc . Nicolas Moncomble se rend ensuite sur le Championnat de France sur route, sur lequel il ambitionnait de prendre l'échappée matinaleremportée par Arthur Vichot. En juillet, Moncomble assiste à la victoire de son coéquipier Dieter Bouvry lors de Paris-Chauny, épreuve qu'il boucle à la 89e place. Il se rend ensuite sur le Grand Prix Pino Cerami, en Belgique, qu'il termine en 119e position, le vainqueur du jour, Jelle Wallays. En août, Nicolas Moncomble termine sa première course par étapes de la saison, le Tour du Poitou-Charentes, sur lequel il prend la 110e place du classement général final, puis il participe, en septembre, au Grand Prix de Fourmies, sa première course hors-catégorie, dont il prend la 143e après avoir travaillé pour son sprinteur, accusant à l'arrivée un retard de plus de cinq minutes sur le sprinteur allemand Marcel Kittel, vainqueur de l'épreuve. La semaine suivante, Nicolas Moncomble se classe 70e du Tour du Doubs. Moncomble est ensuite engagé sur le Grand Prix d'Isbergues, puis sur le Gooikse Pijl, qu'il termine au 103e rang avant de se rendre sur l'Eurométropole Tour. Il met un terme à sa saison lors de Paris-Tours, épreuve remportée par le colombien Fernando Gaviria, et qu'il boucle à la 175e place.
Quelques jours plus tard, Charlie Lecomte, manageur de l'équipe amateur du Dunkerque Littoral Cyclisme annonce son arrivée au sein du club pour la saison 2017.
Courant 2017, il termine troisième du Grand Prix de Saint-Souplet derrière Melvin Rullière et l'ancien professionnel Kévin Lalouette. Il gagne le Grand Prix de la tomate ainsi que le mémorial Franck VDB.  Il se classe également onzième du Grand Prix des Marbriers.

## Palmarès
| - 2000 - 3e du Trophée Centre Morbihan - 2003 - 3e de La Gislard - 2004 - 2e du Trophée des champions - 3e du Prix des blés d'or - 3e du Prix de la Mi-août - 2005 - Tour du Labourd - 2015 - 2e du Prix des Trois villages à Nivelle | - 2016 - Grand Prix de Templeuve - Prix de Waziers - 2017 - Grand Prix de la Tomate - 3e du Tour du Périgord - 3e du Grand Prix de Montamisé - 3e du Grand Prix de Saint-Souplet |